# Erui
El Erui es un río ficticio creado por el escritor británico J. R. R. Tolkien para ambientar las historias que constituyen su legendarium. El Erui es el más oriental de los ríos que forman la región del Lebennin en el reino de Gondor. Nace en las montañas del Cuerno Blanco, al pie del monte Mindolluin, cruza los valles de Lossarnach y de Tumladen; y vuelca sus aguas hacia el sur desembocando en el Anduin. Se trata de un río muy corto, rápido y torrentoso, y no tiene afluentes importantes.

## El nombre
Según el propio Tolkien, si bien el Erui es el primer río de Gondor su traducción del sindarin no puede usarse como «primero» puesto que la palabra er- no se usaba en eldarin para «contar en serie; significaba “uno, único, solitario”»; pero tampoco en sindarin podía ser usado para definir algo único o solitario, porque para ello existía la palabra ereb. Esta contradicción nos deja sin respuesta sobre el significado concreto, salvo que se trate de una adaptación del particular sindarin de Gondor. 